# 青地球磨男
青地 球磨男（あおち くまお、1914年9月22日 - 2004年5月8日）は、日本の中距離ランナー。1936年ベルリンオリンピックに800メートル競走で出場。

## 経歴
東京府出身。立教大学に進む。第15回大会（昭和9年・1934年）から第18回大会（昭和12年・1937年）まで4大会連続で箱根駅伝に出場し、第18回大会では10区を1位（1時間14分13秒）で走り10区区間賞を獲得した。
1934年（昭和9年）9月8日・9日の2日間に明治神宮外苑競技場で行われた日本陸上競技連盟主催の日米国際対抗陸上競技大会では男子800mに出場し1分54秒0で走り日本記録を出した。
同年10月20日・21日の2日間に甲子園南運動場で行われた日本陸上競技選手権大会でも男子800mに出場し1分58秒9で走り優勝した。
1936年ベルリンオリンピックで代表選手に選ばれ、男子800メートルに出場したが、予選で敗退した。
1937年（昭和12年）に三井鉱山に就職し、三井砂川鉱業所に配属された。当時の三井砂川ではスポーツ振興に力を入れており、ベルリンオリンピック金メダリストの田島直人など大学陸上部出身者が採用されていた。1950年代初頭に青地は三井砂川鉱業所で労務課長を務めており、炭鉱と地域の一大イベントであった「運動会」で審判長を務めている。